# Cachaço (Brava)
Ne doit pas être confondu avec Cachaço.
Cachaço est un village situé au centre de l’île de Brava au Cap-Vert. En 2010, sa population était de 228 habitants.